# Чайки Петербурга
«Чайки Петербурга» — скульптура в Санкт-Петербурге. Была установлена в 2014 году на набережной реки Невы у причала, где ранее располагался Речной вокзал.

## История
В 2013 году Комитет по градостроительству и архитектуре Правительства Санкт-Петербурга провёл четвёртый симпозиум по городской скульптуре. Темой симпозиума было «Посвящение Санкт-Петербургу. 1703—2013». В рамках симпозиума на конкурсной основе создаются произведения городской скульптуры с последующей установкой их на территории Санкт-Петербурга. 4 марта 2013 года состоялось подведение итогов первого этапа Симпозиума. Были названы 8 проектов-победителей, скульптура «Чайки Петербурга» Юлии Мурадовой заняла 3-е место. В качестве материала были названы бронза или искусственный камень. Проекты были переданы на изготовление на камнеобрабатывающий завод в городе Пушкине. Предполагалось, что скульптуры будут установлены в саду Нева.
В конечном счёте, скульптура — победитель конкурса была размещена в Финском переулке, ещё 6 работ — в саду Нева, а скульптура «Чайки Петербурга» — на проспекте Обуховской Обороны у дома 195 на набережной реки Невы у причала, где ранее располагался Речной вокзал.
Осенью 2013 года скульптура была демонтирована. Официальной причиной была названа просьба администрации Речного вокзала, поступившая в связи с завершением навигации. Весной 2014 года скульптура была возвращена на место, считается одной из достопримечательностей района.

## Описание
Скульптура была выполнена Юлией Мурадовой и Тарасием Трошиным и представляет собой двух чаек, сидящих рядом и смотрящих в разные стороны. Материал — гранит, высота с постаментом составляет 180 см. По словам Юлии Мурадовой, чайки символизируют балтийский ветер, любовь и свободу.